# Łagów (gromada w powiecie zwoleńskim)
Łagów – dawna gromada, czyli najmniejsza jednostka podziału terytorialnego Polskiej Rzeczypospolitej Ludowej w latach 1954–1972.
Gromady, z gromadzkimi radami narodowymi (GRN) jako organami władzy najniższego stopnia na wsi, funkcjonowały od reformy reorganizującej administrację wiejską przeprowadzonej jesienią 1954 do momentu ich zniesienia z dniem 1 stycznia 1973, tym samym wypierając organizację gminną w latach 1954–1972.
Gromadę Łagów siedzibą GRN w Łagowie utworzono – jako jedną z 8759 gromad na obszarze Polski – w powiecie kozienickim w woj. kieleckim, na mocy uchwały nr 13e/54 WRN w Kielcach z dnia 29 września 1954. W skład jednostki weszły obszary dotychczasowych gromad Florianów, Łagów, Wólka Łagowska i Załazy oraz wieś Wólka Zamojska z dotychczasowej gromady Wólka Zamojska i kol. Zamość Nowy z dotychczasowej gromady Zamość ze zniesionej gminy Grabów n/Wisłą, a także wieś Pająków z dotychczasowej gromady Piskorów ze zniesionej gminy Góra Puławska w tymże powiecie.
1 października 1954 gromada weszła w skład nowo utworzonego powiatu zwoleńskiego w tymże województwie, gdzie ustalono dla niej 17 członków gromadzkiej rady narodowej.
Gromada przetrwała do końca 1972 roku, czyli do kolejnej reformy gminnej.